# فرضیه ژن صرفه‌جو
فرضیه ژن صرفه‌جو (انگلیسی: Thrifty gene hypothesis) تلاشی است توسط متخصص ژنتیک و نسل‌شناس، جیمز وی. نیل برای توضیح اینکه چرا برخی از جمعیت‌ها و زیرجمعیت‌ها در عصر مدرن مستعد ابتلا به دیابت نوع ۲ هستند. او این فرضیه را در سال ۱۹۶۲ برای حل یک مشکل اساسی مطرح کرد: دیابت به وضوح یک وضعیت پزشکی بسیار مضر است، با این حال کاملاً رایج است، و از قبل برای جیمز وی. نیل مشهود بود که احتمالاً یک پایه ژنتیکی قوی دارد. مشکل این است که بفهمیم چگونه بیماری با یک جزء ژنتیکی احتمالی و با چنین اثرات منفی ممکن است توسط فرایند انتخاب طبیعی مورد توجه قرار گرفته باشد. نیل پیشنهاد کرد که راه حل این مشکل این است که ژن‌هایی که مستعد ابتلا به دیابت هستند (به نام «ژن‌های صرفه‌جویی») از نظر تاریخی مفید بودند، اما در دنیای مدرن مضر شدند. به قول او «پیشرفت» آنها را مضر کرد. علاقه اولیه نیل به دیابت بود، اما این ایده به زودی گسترش یافت و چاقی را نیز دربر گرفت. ژن‌های صرفه‌جویی، ژن‌هایی هستند که افراد را قادر می‌سازند تا به‌طور مؤثر غذا را جمع‌آوری و پردازش کنند تا در دوره‌های فراوانی غذا، چربی را ذخیره کنند تا دوره‌های کمبود غذا را تأمین کنند(جشن و قحطی).
بر اساس این فرضیه، ژنوتیپ «مصرف» برای جمعیت‌های شکارچی-گردآورنده، به ویژه زنان باردار مفید بوده‌است، زیرا به آن‌ها اجازه می‌دهد در طول زمان فراوانی چاق‌تر شوند؛ بنابراین، افراد چاق‌تر که ژن‌های صرفه‌جویانه را حمل می‌کنند، بهتر در زمان کمبود غذا زنده می‌مانند. با این حال، در جوامع مدرن با فراوانی مداوم مواد غذایی، این ژنوتیپ به‌طور مؤثر افراد را برای قحطی ای آماده می‌کند که هرگز رخ نمی‌دهد. نتیجه این عدم تطابق بین محیطی که مغز در آن روان‌شناسی فرگشتی یافته و محیط امروزی، چاقی مزمن گسترده و مشکلات بهداشتی مرتبط مانند دیابت است.
این فرضیه با انتقادهای مختلفی مواجه شده و چندین فرضیه اصلاح شده یا جایگزین ارائه شده‌است.

## فیزیولوژی تطبیقی محرومیت غذایی: از جشن تا قحطی
توانایی حیوانات برای زنده ماندن از محرومیت غذایی به وضوح ارزش بقای قابل توجهی دارد؛ بنابراین همه حیوانات واکنش‌های بیوشیمیایی و فیزیولوژیکی سازگاری را به کمبود غذا نشان می‌دهند. بسیاری از حیوانات در محیط‌هایی زندگی می‌کنند که در آن در دسترس بودن غذا در نوسان است یا با مواد غذایی مناسب نادر و به طرز غیرقابل پیش‌بینی مواجه می‌شوند. این گونه‌ها فرصت‌های جالبی برای مطالعه سازگاری‌های فیزیولوژیکی با روزه و گرسنگی ارائه می‌دهند. هنگامی که حیوانات از غذا محروم می‌شوند، واکنش‌های رفتاری، فیزیولوژیکی و ساختاری مختلفی را برای کاهش متابولیسم به کار می‌گیرند، که دوره ای را طولانی می‌کند که در آن ذخایر انرژی می‌تواند متابولیسم را پوشش دهد. چنین واکنش‌های رفتاری می‌تواند شامل کاهش فعالیت خود به خود و کاهش دمای بدن باشد، اگرچه در مراحل بعدی محرومیت از غذا که در آن گرسنگی شروع می‌شود، فعالیت ممکن است با فعال شدن جستجوی غذا افزایش یابد. در بیشتر حیوانات، دستگاه گوارش با محدود شدن فرآیندهای گوارشی دچار آتروفی مشخصی می‌شود. این پاسخ ساختاری و سایر واکنش‌های ساختاری به‌ویژه در گونه‌هایی که معمولاً در فواصل متناوب تغذیه می‌کنند، مشخص به نظر می‌رسد. با این حال، چنین حیواناتی باید بتوانند عملکردهای گوارشی را به زودی پس از تغذیه بازیابی کنند، و به نظر می‌رسد این انتقال با هزینه‌های متابولیک پایین رخ می‌دهد.